# شترباتس
شترباتس (به صربی: Štrbac) یک منطقهٔ مسکونی در صربستان است که در کنگاژواتس واقع شده‌است. شترباتس ۲۴۶ نفر جمعیت دارد.